# Castelo de Saumur

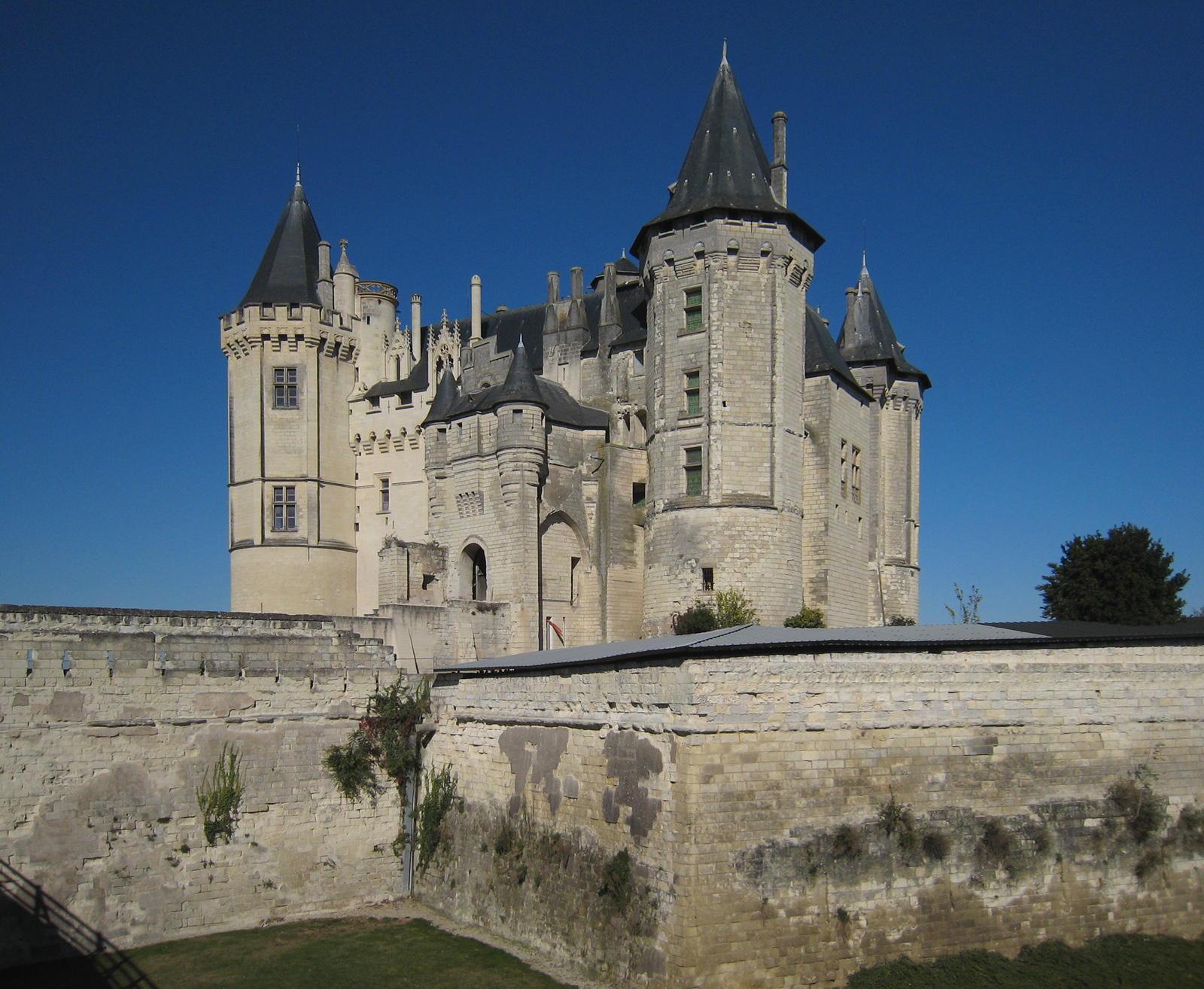
Aspecto exterior do Castelo de Saumur.

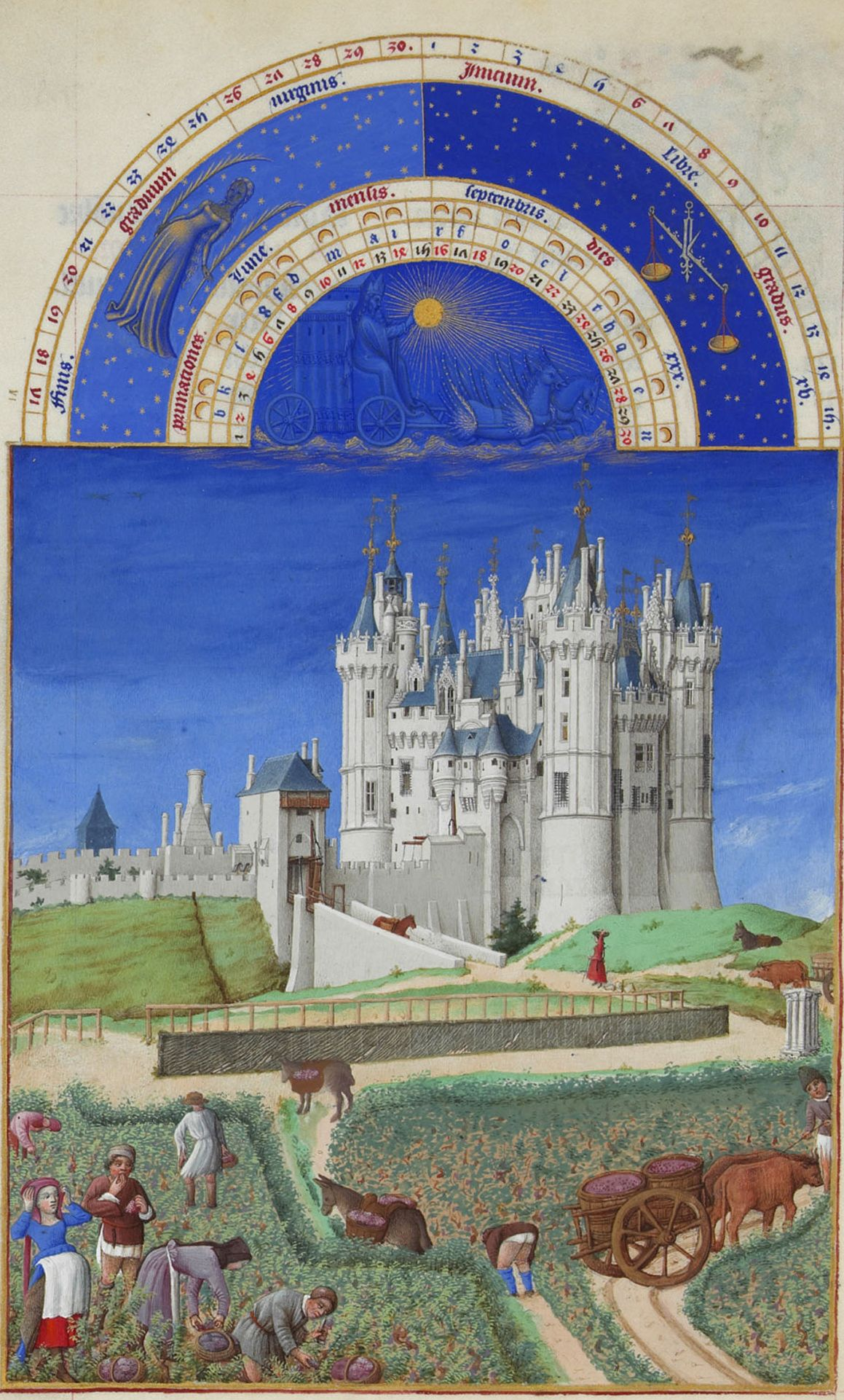
O Castelo de Saumur nas Très Riches Heures do Duque de Berry.

O Castelo de Saumur é um palácio fortificado francês que se encontra na comuna de Saumur, entre Nantes e Tours, no Departamento de Maine-et-Loire. Ergue-se num plataldo perto da confluência dos rios Loire e Thouet.
Actualmente encontra-se em bom estado de conservação.

## História
O Castelo de Saumur conheceu as suas primeiras fortificações sob Teobaldo I de Blois, Conde de Blois, no século X. Em 1026, tornou-se propriedade do Conde de Anjou, o célebre Fulco III de Anjou, que o legou aos seus herdeiros Plantagenetas.
Filipe II, Rei de França et capeto, anexou-o à Coroa. Em 1227, São Luís fez realçar o forte tornado francês.
Em 1328, com Filipe VI como rei da França, deu-se a subida ao trono da linhagem de Vaolis e novamente da linhagem de Anjou com a união à Coroa. O Rei João II transformou Saumur num ducado e entregou-o ao seu segundo filho, Luís. O Duque Luís I estava ansioso por criar uma residência que fosse comparável aos luxuosos edifícios dos seus irmãos, o Rei Carlos V e João, Duque de Berry, tanto na arte como na arquitectura. Para tal, escolheu Saumur e, a partir de 1367, construiu um edifício com quatro alas, reforçadas por torres, em torno dum pátio central, sobre uma fortaleza com 140 anos, tendo substituído as velhas torres redondas por torres octogonais.
O castelo foi imortalizado no manuscrito das Très Riches Heures du duc de Berry, na folha do mês de Setembro que representa as vendas ao pé do castelo tal como ele era em 1410. Uma comparação do castelo actual com essa miniatura mostra o seu antigo esplendor. Actualmente está desaparecido um grande número de elementos arquitectónicos, como os ornamentos dos telhados e das torres. A área do telhado sobre as ameias era ricamente decorada: águas-furtadas, chaminés, empenas decoradas com caranguejos, uma abundância de lírios do brasão dos duques e um cata-vento. A portaria mostrada na miniatura não foi conservada, assim como o edifício da cozinha com a sua pirâmide central.
Na torre norte da galeria da ala leste, a escadaria de honra abre os seus quatro pisos sobre o pátio com as suas varandas decorativas, onde se pode imaginar o príncipe a acompanhar as demonstrações de teatro ou a entrada de pessoas importantes. Os nichos das arcadas contêm estátuas do Duque de Anjou e dos seus irmãos, o Rei Carlos V, João, Duque de Berry e Filipe II, Duque da Borgonha, assim como da rainha e das duquesas. Na torre eleva-se uma outra escadaria muito bonita com dupla rotação, que ladeava a torre oeste, com uma rampa a conduzir à torre da guarda e a outra ao nível térreo. Entre 1454 e 1472 a torre leste foi reparada e também foi construída a torre da escada do lado leste do pátio e a torre quadrada da fachada sul.
Renato I, o bon roi René, último Duque de Anjou, escritor, homem de cultura e construtor do Château de Tarascon melhora significativamente o conforto de todo o castelo, que apelidou de château d'amour (castelo de amor). Com a sua morte, ocorrida em 1480, o ducado reverteu definitivamente para a Coroa francesa, sob Luís XI.
Já sob o domínio da Coroa, o Castelo de Saumur mudou várias vezes de mãos até 1589, quando o protestante Rei Henrique IV (de França e Navarra) deu o castelo a Philippe Duplessis-Mornay. No final desse mesmo século, o governador da cidade Duplessis-Mornay, que habitou no castelo, encarregou o italiano Bartolomeo de reforçar as defesas e, assim, completar o sistema de defesa circundante, mandando construir defesas baixas, fortins (bastiões) e cortinas em torno do castelo medieval, segundo um plano em forma de estrela surpreendente moderno, um século antes de Vauban.
Em 1600, depois do fim das guerras religiosas, o Castelo de Saumur foi sede e praça de segurança dos protestantes. Em 1621 depois da insurrecção Huguenote, da tomada de Saumur e da destituição de Duplessis-Mornay como governador, o castelo foi convertido em quartel do exército.
Sob Luís XIV, o castelo serviu como masmorra e começou o seu estado de decadência. Finalmente, no século XVII, depois da ala nordeste ter desmoronado, permanecendo apenas as duas torres de canto, o castelo foi abandonado.
Sob Napoleão Bonaparte, o edifício foi usado como prisão de Estado, mais tarde como quartel e, finalmente, como arsenal.
Em 1906, a cidade de Saumur adquiriu o castelo ao Estado e renovou-o progressivamente, abrigando hoje o Museu de Artes Decorativas (Musée des arts decoratifs, um museu de móveis, decorações e tapeçarias, assim como o Museu do Cavalo (Musée de cheval), onde é mostrado o desenvolvimento da arte de montar e as técnicas de equitação ao longo dos séculos. Saumur é, de facto, uma cidade com grande tradição equestre, sendo famosa desde o século XVI pelos seus cavaleiros e escolas de equitação.
No dia 22 de Abril de 2001, a parte oeste da muralha norte desmoronou e danificou uma parte das habitações situadas abaixo. Seguiram-se obras de estabilização do subsolo e de reconstrução da muralha que foram terminadas em 2007.

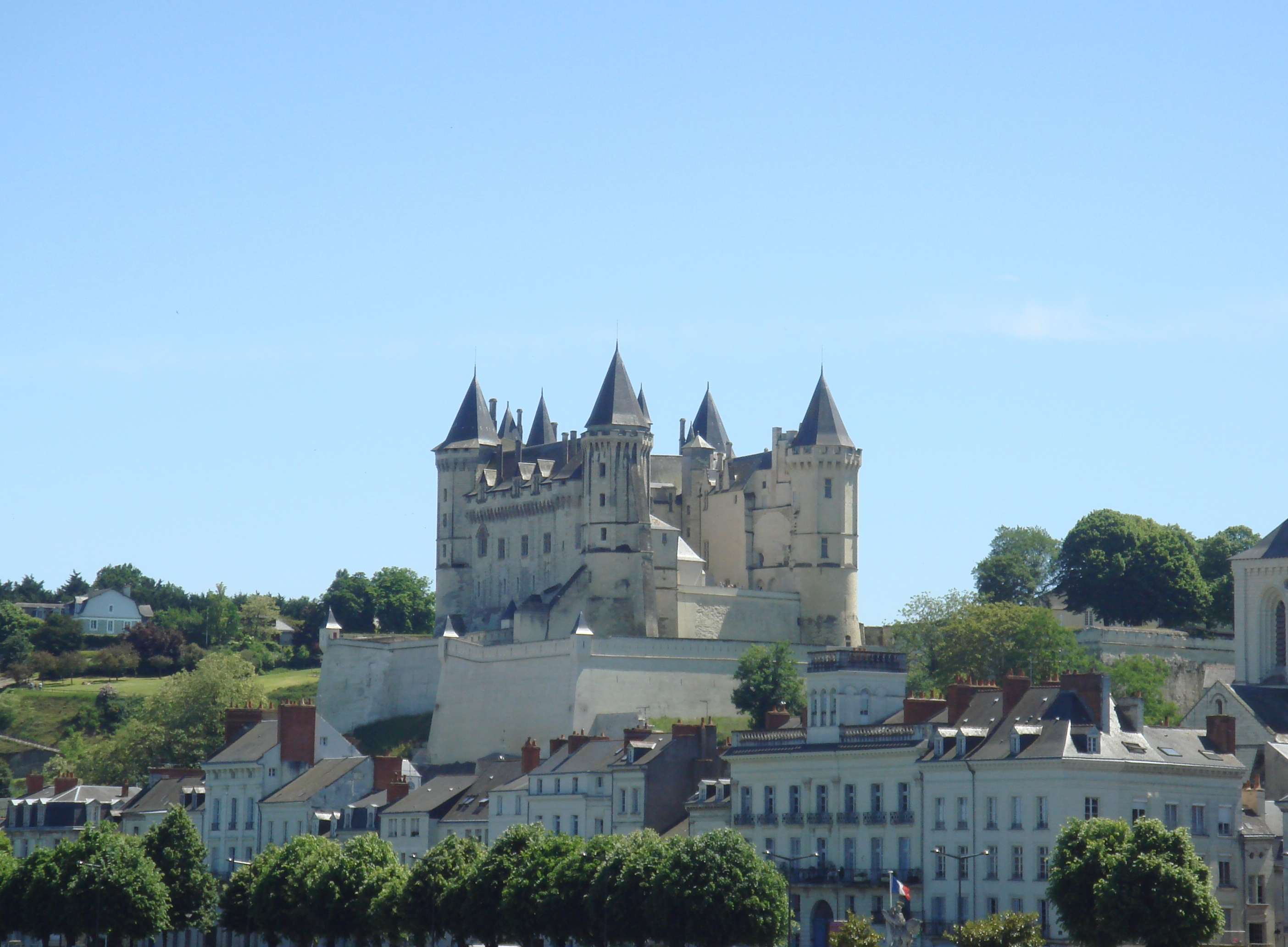
Aspecto geral do castelo onde é visível a falta da ala nordeste
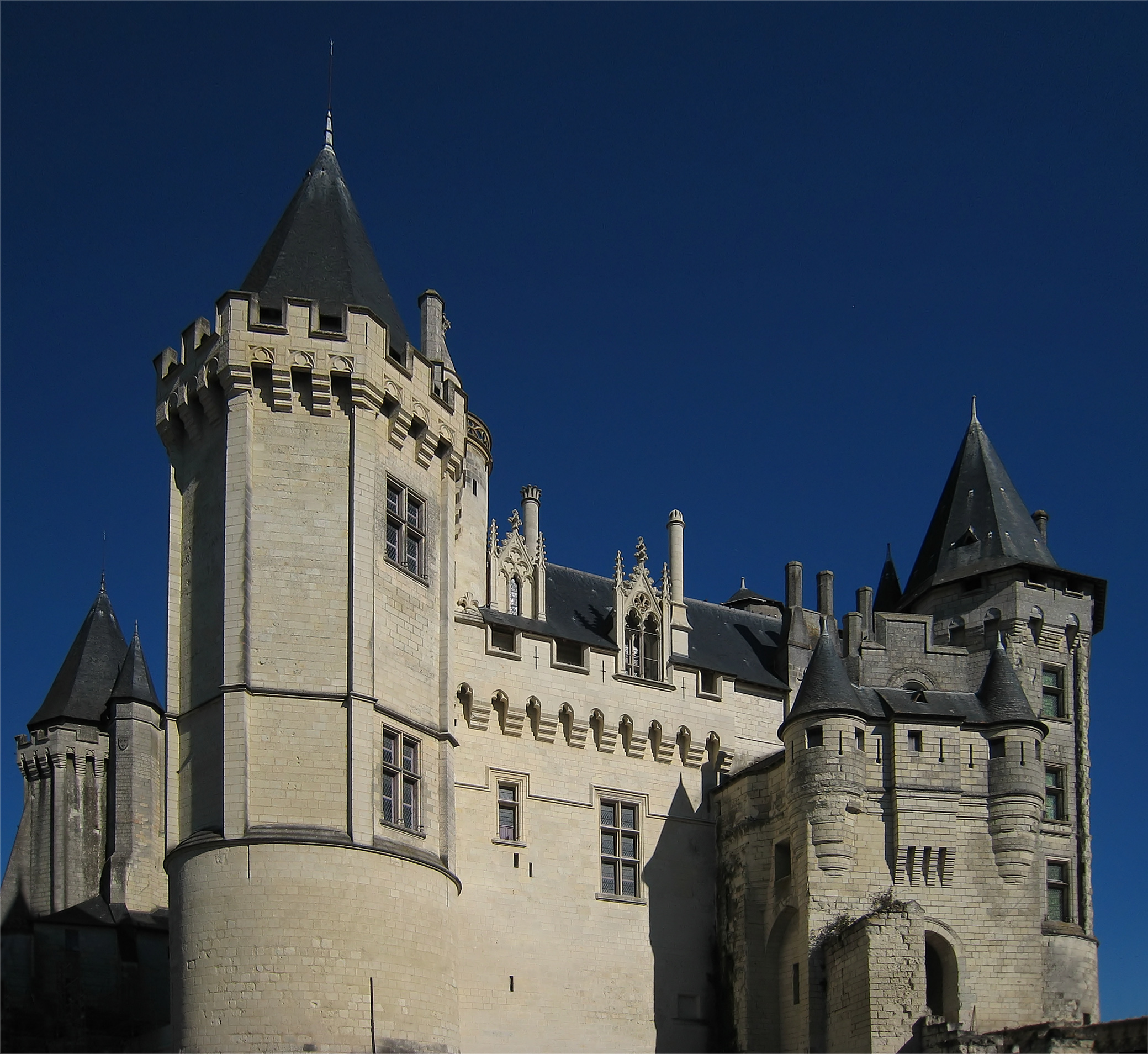
Fachada do castelo
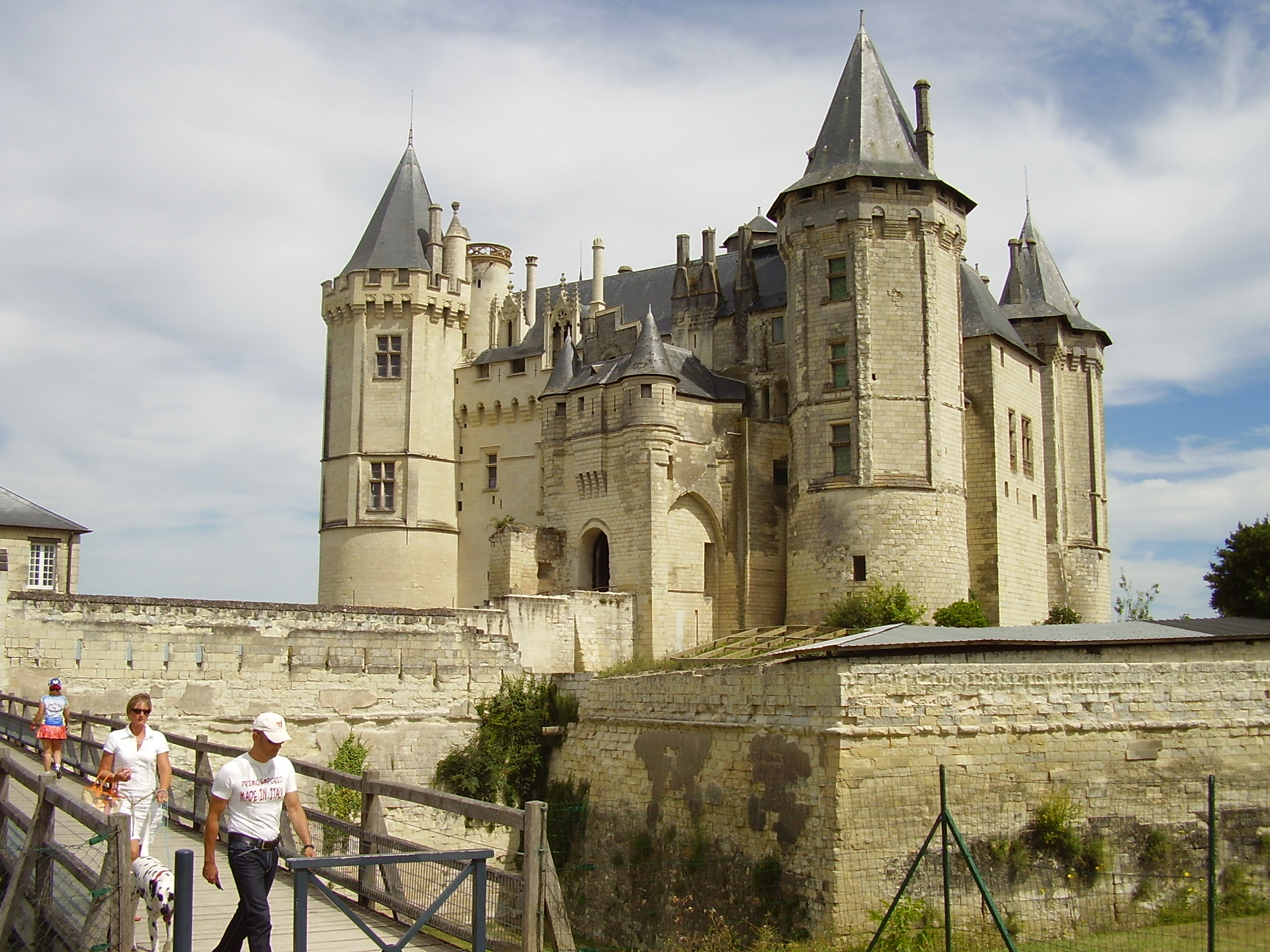
Aspecto geral da entrada
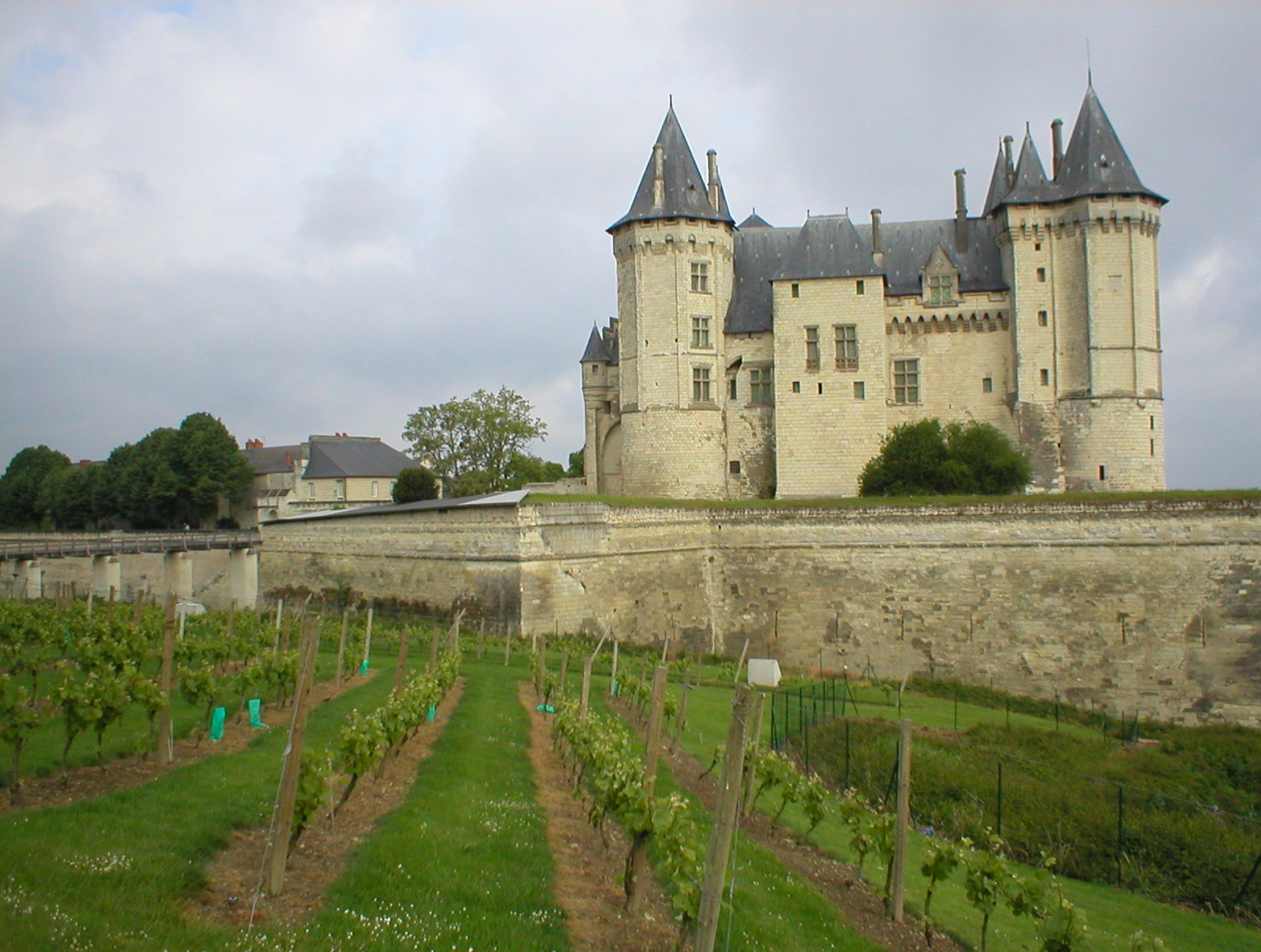
Vista lateral
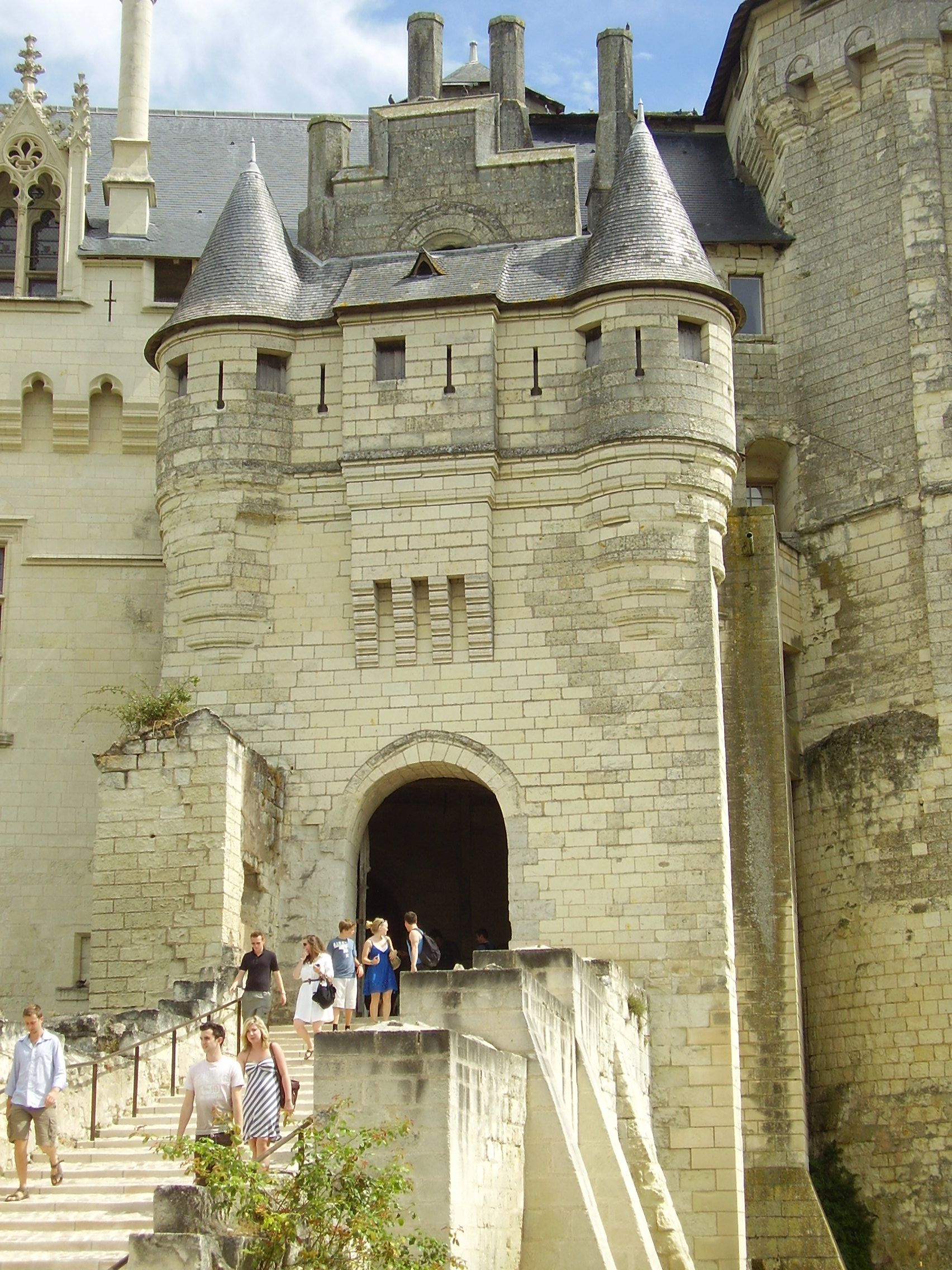
Detalhe da entrada
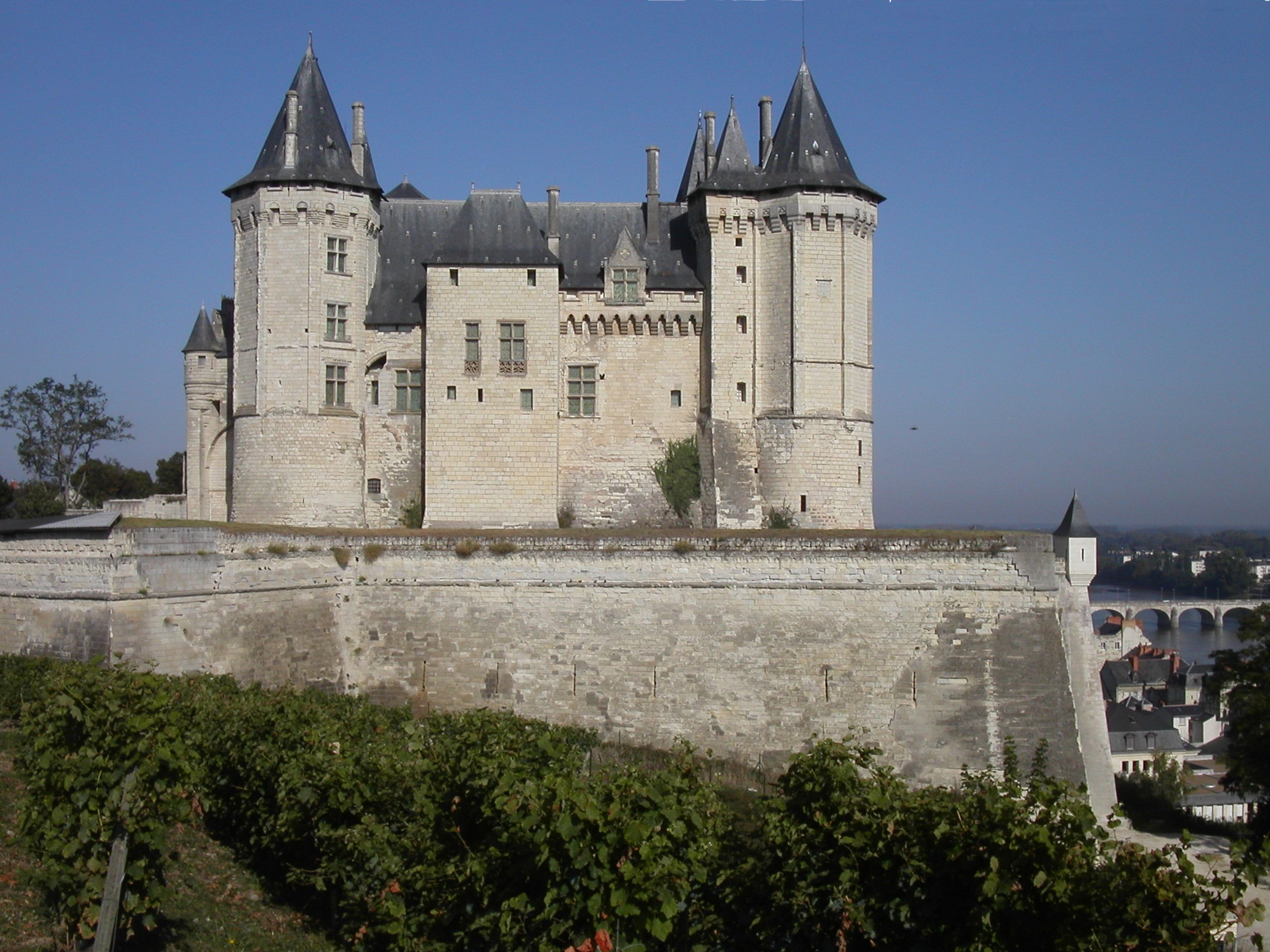
Vista lateral do castelo
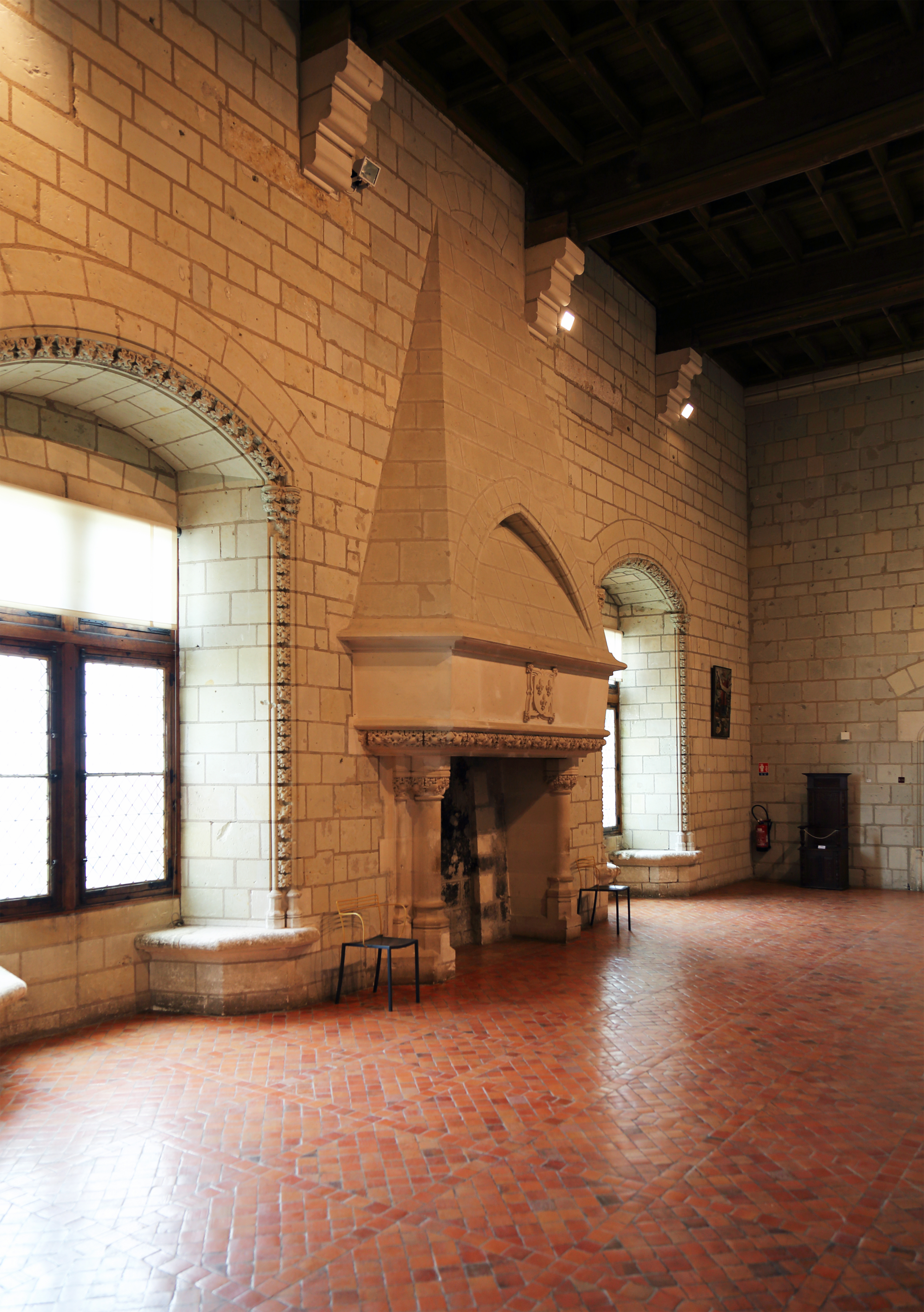
Interior do castelo
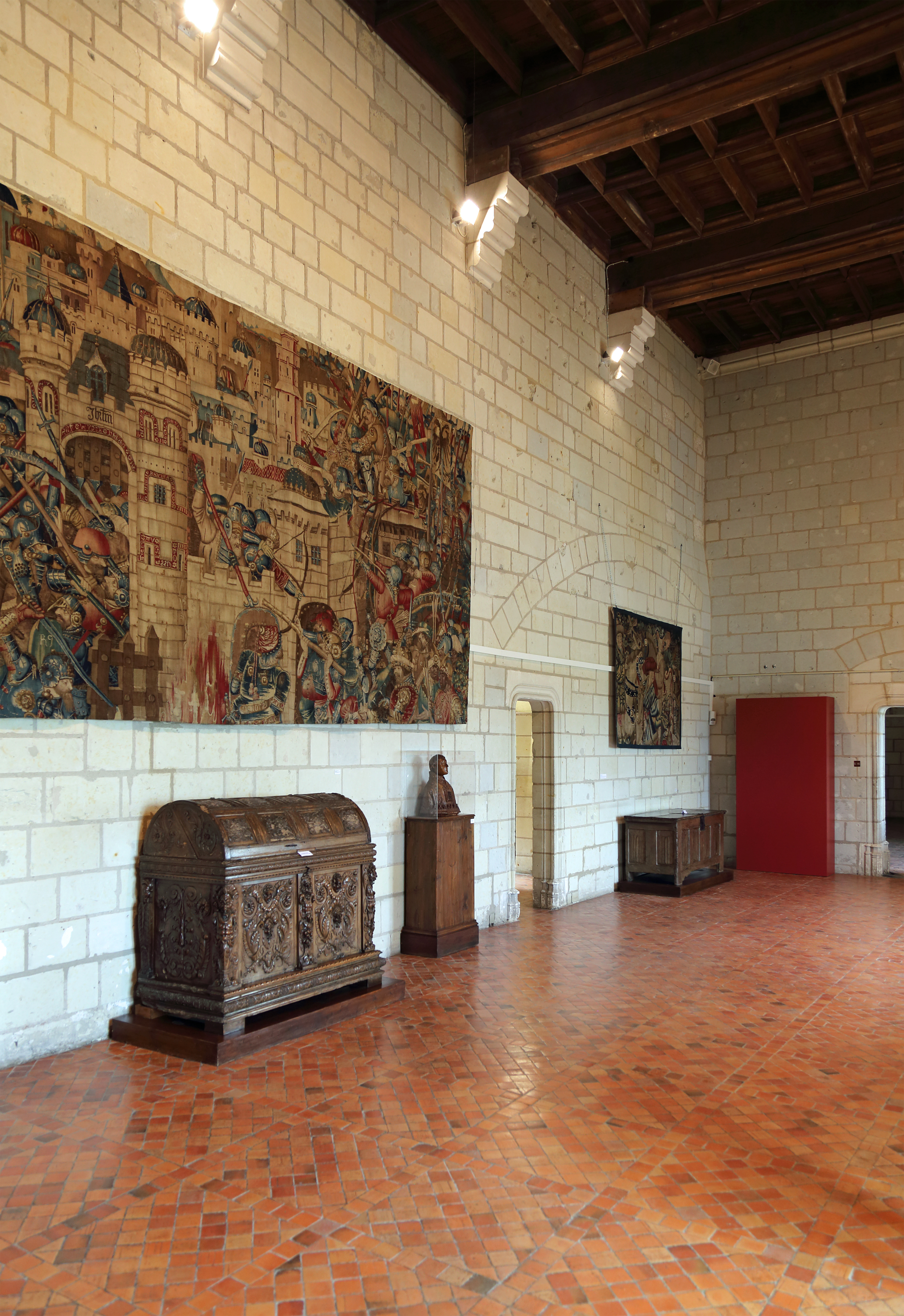
Interior
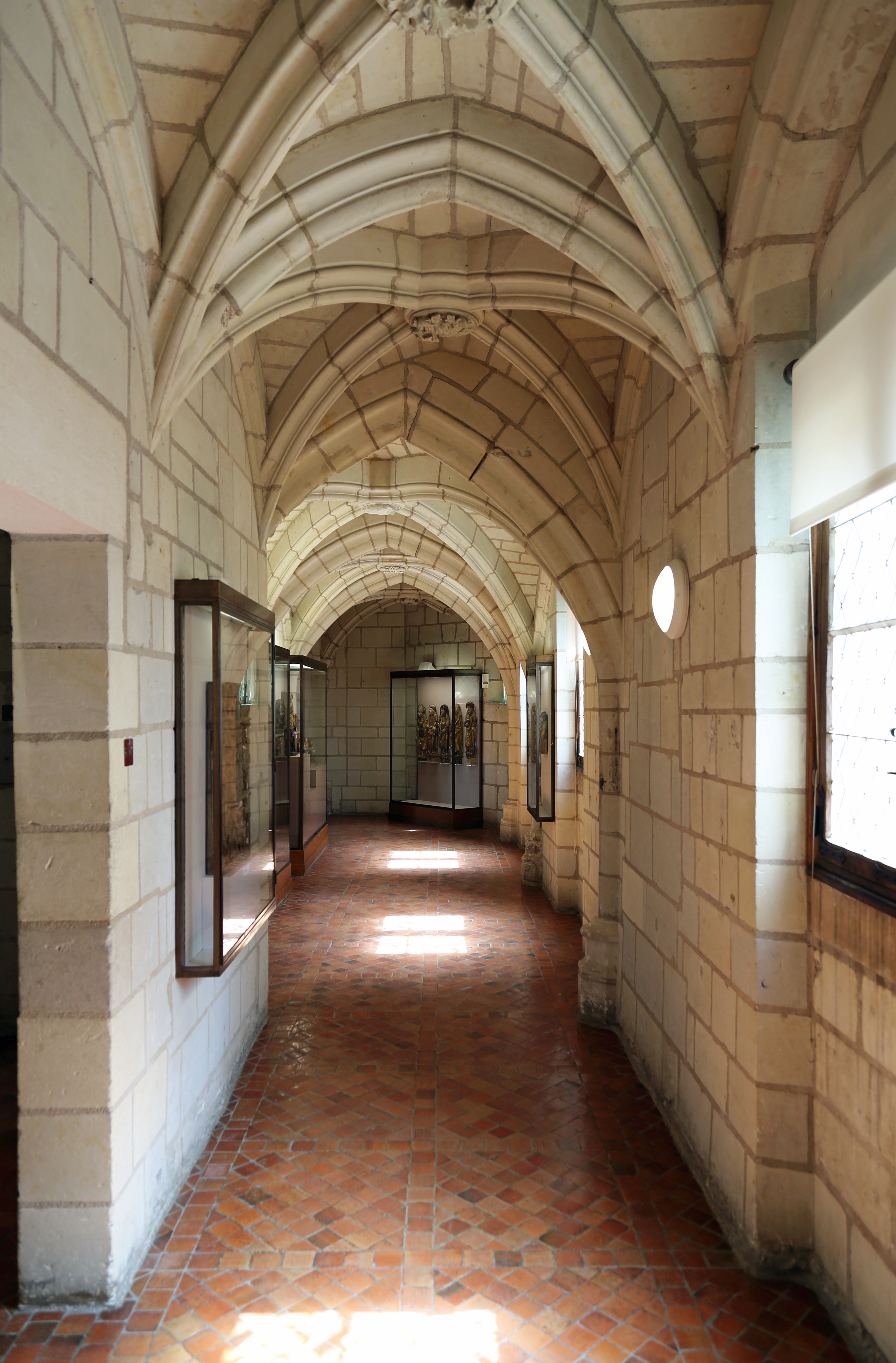
Interior

## Literatura
- Chris Gravett: Atlas der Burgen. Die schönsten Burgen und Schlösser. Tosa, Viena 2001, p. 22, ISBN 3-85492-470-4.
- Wilfried Hansmann: Das Tal der Loire. Schlösser, Kirchen und Städte im «Garten Frankreichs». 2. Auflage. DuMont, Colónia 2000, ISBN 3-7701-3555-5, p. 204.
- Die Schlösser an der Loire. Verlag Valoire-Estel, Blois 2006, ISBN 2-909575-73-X, p. 129.